# Подґура (Радомський повіт)
Подґура (пол. Podgóra) — село в Польщі, у гміні Гузд Радомського повіту Мазовецького воєводства.
Населення — 235 осіб (2011).
У 1975-1998 роках село належало до Радомського воєводства.

## Демографія
Демографічна структура станом на 31 березня 2011 року:
|          | Загалом | Допрацездатний вік | Працездатний вік | Постпрацездатний вік |
| -------- | ------- | ------------------ | ---------------- | -------------------- |
| Чоловіки | 125     | 21                 | 94               | 10                   |
| Жінки    | 110     | 22                 | 62               | 26                   |
| Разом    | 235     | 43                 | 156              | 36                   |